# Билвамангала
Лилашу́ка Билвама́нгала (IAST: Līlāśuka Bilvamaṅgala) — вайшнавский святой, поэт и драматург, живший в IX—X веке. Автор известной лирической санскритской поэмы «Кришнакарнамрита» («Нектар для слуха Кришны»).